# 農園ホッコリーナ
農園ホッコリーナ（のうえんホッコリーナ）とは、Mobage（旧称・モバゲータウン）で公開されている、携帯電話専用の農園ゲーム。Android/iPhoneに両対応している。

## 概要
- 1画面に農園と牧場が共存しており、農園では作物、牧場では果樹や家畜を飼うことができる。
- モバ友でなくともゲーム内で仲間を作ることができ、その仲間はホッコリ仲間と呼ばれている。
- 常時イベントが開催され、条件を満たすとゲーム内で使用できる柵や背景を獲得できる。
- Mobage内の他ゲームとコラボレーションしたイベントも開催されている。（ポッピンシティ、セトルリン）
- 農園に出現する動物について、本来退治する対象にもかかわらずペット代わりに置いておくユーザが見受けられる。

## 基本的なゲームの流れ
開拓
更地を農地にする操作。初期状態の農地は２カ所だが、実際はレベル１でも４カ所まで農地作成可能。既に農地になっている場所を開拓すると元の更地に戻すことができる。
種まき
農地に種をまく操作。ショップなどで手に入れた種をまく。
水やり
種をまいて放っておくと農地が乾き、枯れてしまう。この状態では作物の成長が進まないため、シットリ・カラカラ状態になったら水やりが必要。この操作は仲間に対しても可能。
収穫
実った作物を収穫する操作。収穫した作物は保持できず、リーナに変わる。収穫したタイミングでモグラが出現することがあるが、このモグラはショップでハンマーを購入すれば退治することができる。このモグラ、うまく退治すると、特別な作物を手に入れられる。
耕す
収穫した後の農地を再利用できる状態にする作業。
退治
作物が実ったタイミングで動物がやってくることがある。動物は作物を食べてしまうためゲーム中では害獣扱いとなっている。退治するためにはショップで退治道具を購入する必要があり、獣・鳥・虫それぞれに対応した退治道具が必要。
お世話
牧場では家畜を飼うことができるが、育成途中にナヨナヨ状態になると成長が止まってしまう(農園の枯れた状態に似ている)。ナヨナヨ状態になったらお世話をすれば回復する。この操作は仲間に対しても可能。
肥料
肥料を使う操作。肥料を使うと成長時間を短縮できる。また、スプレーにより収穫量を増やすこともできる。
食料
お茶やおにぎりを使って体力を回復する操作。回復アイテムは基本的にショップでは買えないため、クエストやイベントで手に入れるしかない。